# JF Villarreal
JF Villarreal è un census-designated place (CDP) degli Stati Uniti d'America della contea di Starr nello Stato del Texas. La popolazione era di 104 abitanti al censimento del 2010. È stato creato per distacco dal CDP di North Escobares.

## Geografia fisica
JF Villarreal è situata a 26°25′12″N 98°58′44″W (26.419911, -98.978830).
Secondo lo United States Census Bureau, il CDP ha una superficie totale di 0,04 km², dei quali 0,04 km² di territorio e 0 km² di acque interne (0% del totale).

## Società

### Evoluzione demografica
Secondo il censimento del 2010, la popolazione era di 104 abitanti.

### Etnie e minoranze straniere
Secondo il censimento del 2010, la composizione etnica del CDP era formata dal 100% di bianchi, lo 0% di afroamericani, lo 0% di nativi americani, lo 0% di asiatici, lo 0% di oceanici, lo 0% di altre razze, e lo 0% di due o più etnie. Ispanici o latinos di qualunque razza erano il 98,08% della popolazione.